# San Felipe, Córdoba
San Felipe är en ort i Mexiko.   Den ligger i kommunen Córdoba och delstaten Veracruz, i den sydöstra delen av landet, 240 km öster om huvudstaden Mexico City. San Felipe ligger 718 meter över havet och antalet invånare är 136.
Terrängen runt San Felipe är kuperad norrut, men söderut är den platt. Runt San Felipe är det tätbefolkat, med 570 invånare per kvadratkilometer. Närmaste större samhälle är Córdoba, 4,2 km väster om San Felipe. Trakten runt San Felipe består till största delen av jordbruksmark.